# Hop (film)
Hop è un film del 2011, diretto da Tim Hill e prodotto da Chris Meledandri e Michele Imperato Stabile.
La colonna sonora dal titolo I Want Candy è cantata da Russell Brand, James Marsden, Chelsea Handler, Hugh Laurie, Kaley Cuoco, David Hasselhoff e Cody Simpson.

## Trama
C.P. è il figlio del coniglio pasquale e come lui un giorno dovrà prendere il suo posto e consegnare le uova in tutto il mondo. C.P., però non vuole fare il coniglio pasquale. Il suo sogno infatti, è diventare un famoso batterista. Dopo un litigio con il padre, che non approva i suoi sogni ed esige che egli diventi il nuovo coniglio pasquale, C.P. scappa dall'isola di Pasqua, dove vive con il padre e l'intera fabbrica di uova, dopodiché raggiunge Hollywood per seguire il suo sogno.
Allo stesso modo, Fred De Lepris viene cacciato via di casa dal padre, che non approva la sua spontanea pigrizia. Sua sorella però decide di aiutarlo e così gli fa avere un colloquio di lavoro in una società di videogame e gli dice che per le prossime settimane potrà stare a casa del capo di lei, dove la donna non può andare perché ci abitano dei cani, da cui lei è terrorizzata. Lungo il tragitto, Fred investe C.P. con la sua macchina, scoprendo che sa parlare. Dopo un iniziale panico, derivato proprio dal fatto che il coniglietto C.P. sa parlare con la lingua umana, Fred lo ospita in casa. Nel frattempo il coniglio pasquale, scoperta la fuga del figlio incarica i Berretti Rosa un gruppo di conigliette ninja, di ritrovarlo e portarlo a casa.
Il giorno dopo Fred prima di andare al colloquio, porta C.P. lontano per liberarsene. Ma mentre sta per lasciarlo lì, C.P. gli rivela di essere il coniglio pasquale. Eccitato dalla cosa, soprattutto per il fatto che ha visto il padre di C.P. quando era piccolo, decide di tenerlo con sé. Insieme i due vanno al colloquio di Fred, ma complice l'incapacità di Fred di tenere C.P. fermo, il colloquio va in fumo e Fred non ottiene il lavoro. Per fortuna, C.P. incontra un gruppo di musicisti ciechi e dopo averci suonato insieme riceve da loro la notizia che David Hasselhoff, detto Hoff, un famoso attore e regista, sta cercando persone per il suo show e così decide di iscriversi al concorso per diventare famoso.
Nonostante sia irritato per non aver avuto il lavoro, Fred accompagna C.P. da Hoff, il quale rimane piacevolmente colpito dalla bravura del coniglietto e lo prende nel suo show. Nel frattempo, alla fabbrica, Carlos, uno spregevole sottoposto pulcino del coniglio pasquale, trama insieme a tutti i suoi simili per spodestare il suo capo e prendere il controllo della fabbrica.
Quella sera, Fred e C.P. si recano alla recita della sorellina di Fred. Durante la recita, C.P. si fa vedere, ma fortunatamente Fred riesce a far crede ai presenti che egli sia solo un pupazzo e che lui studi da ventriloquo. Con una canzone improvvisata i due riescono a ottenere il plauso dei presenti, eccetto del padre di Fred, che ancora una volta è deluso dal figlio. Prima di lasciare il teatro con C.P., Fred rivela al padre che sta per fare qualcosa di grande. Tornato a casa con C.P., Fred gli rivela il suo piano: egli vuole diventare il nuovo coniglio pasquale. Dopo averci pensato per un'intera notte, C.P. alla fine decide di appoggiarlo e nei giorni seguenti lo allena per farlo diventare un perfetto coniglio pasquale, ottenendo ottimi risultati.
Il giorno dello show di Hoff, però, C.P. si accorge della presenza dei Berretti Rosa e decide di inscenare la sua morte per non essere più inseguito, facendo credere ai Berretti Rosa che Fred lo abbia arrostito per mangiarlo. Subito dopo, si reca da Hoff. Purtroppo, i Berretti Rosa cascano nel trucco e catturano Fred, portandolo sull'isola di Pasqua, dove viene giudicato colpevole di fronte al coniglio pasquale, il padre di C.P., che risulta distrutto drammaticamente dal dolore per l'apparente morte del figlio unico. Approfittando della sua momentanea debolezza, il perfido pulcino Carlos riesce a prendere il potere del controllo della fabbrica e intrappola Fred e il coniglio pasquale su una vasca piena di olio bollente.
C.P., nel frattempo, capisce che ha sbagliato a lasciare Fred e corre a casa da lui. Quando arriva capisce che i Berretti Rosa l'hanno preso e così torna sull'isola di Pasqua, dove assiste incredulo alla rivoluzione di Carlos. Dopo un iniziale smarrimento, e dopo essere riuscito a scappare agli scagnozzi di Carlos, che l'avevano imprigionato, C.P. raggiunge lo stesso Carlos, che nel frattempo si è trasformato in una specie di ibrido metà pulcino e metà coniglio. Con un astuto e coraggioso stratagemma, il coniglietto riesce a sconfiggere Carlos e torna dal padre e dall'amico Fred, i quali nel frattempo sono riusciti a liberarsi. Dopo aver fatto pace con il padre, C.P. decide di diventare il nuovo coniglio pasquale, ma ad una condizione: Fred dovrà diventare suo socio. Con estremo entusiasmo il padre accetta, e infatti Fred diventa il primo coniglietto pasquale umano.
Nel finale, dopo una ricca colazione, Fred mostra alla sua famiglia il suo nuovo lavoro, riuscendo finalmente ad ottenere la stima del padre. Subito dopo, lui e C.P. partono per consegnare le uova in giro per il mondo.

## Personaggi
- C.P. (in originale E.B.): è il protagonista del film ed è un giovane e simpatico coniglietto che vuole prendere nuovamente il posto di suo padre, il coniglio pasquale. È doppiato in originale da Russell Brand e in italiano da Francesco Facchinetti.
- Fred DeLepris (in originale Fred O'Hare): è il protagonista umano del film ed è un amico di C.P.. È interpretato da James Marsden e doppiato in italiano da Luca Argentero.
- Carlos: è il principale antagonista del film ed è un perfido pulcino adulto, che parla con un accento spagnolo. È doppiato in originale da Hank Azaria e in italiano da Stefano Benassi.
- Il coniglio pasquale (in originale Mr. Bunny): è il padre di C.P.. È doppiato in originale da Hugh Laurie e in italiano da Marco Mete.
- Phil: è un giovane pulcino, amico di C.P. e l'ex-aiutante di Carlos. È doppiato in originale da Hank Azaria e in italiano da Franco Mannella.
- I Berretti Rosa: sono un trio di coniglie femmine, anche se non parlano. Vengono usate solo dal coniglio pasquale e Carlos in caso di emergenza, visto che C.P. è scappato via di casa.

## Promozione
Il 20 novembre 2010, fu pubblicato il primo poster ritraente il coniglio protagonista su un uovo di cioccolato. Tre giorni dopo fu pubblicato il primo trailer che mostra il coniglio suonare la batteria.
Il 10 febbraio 2011 è uscito un nuovo trailer, in cui si vede per la prima volta il protagonista umano del film.

## Distribuzione
Il film è uscito nelle sale cinematografiche statunitensi, così come in quelle italiane, il 1º aprile 2011.

## Videogiochi
È stata ideata anche una versione Doodle Jump per iPhone, iPod touch e iPad intitolata Doodle Jump: Hop. Il gioco consiste nel far saltare C.P. sulle piattaforme e a non farlo cadere (evitando vari ostacoli).

## Accoglienza

### Incassi
Negli Stati Uniti il film ha incassato 11.4 milioni di dollari nella serata di debutto, chiudendo il fine settimana a quota 37.5 milioni.
Solo nei territori del Nord America il film incassó 108.1 milioni di dollari, mentre, in Italia, 1.1 milioni di cui 450.000 nel primo fine settimana di programmazione; globalmente l'incasso si aggira sui 184 milioni di dollari a fronte di un budget di 63 milioni.

### Critica
Il film è stato accolto in modo piuttosto negativo da parte della critica americana. Sul sito aggregatore di recensioni Rotten Tomatoes detiene un indice di gradimento del 25% basato su 138 recensioni professionali, con un voto medio di 4,40/10. Il consenso critico del sito lo definisce «Hop è splendidamente animato, ma la sua sceneggiatura è così priva di immaginazione che nemmeno la frenetica rapina di James Marsden può dargli un rimbalzo». Su Metacritic, il film ha un punteggio del 41/100 basato sul paerere di 23 critici.